# Патриотизм — последнее прибежище негодяя

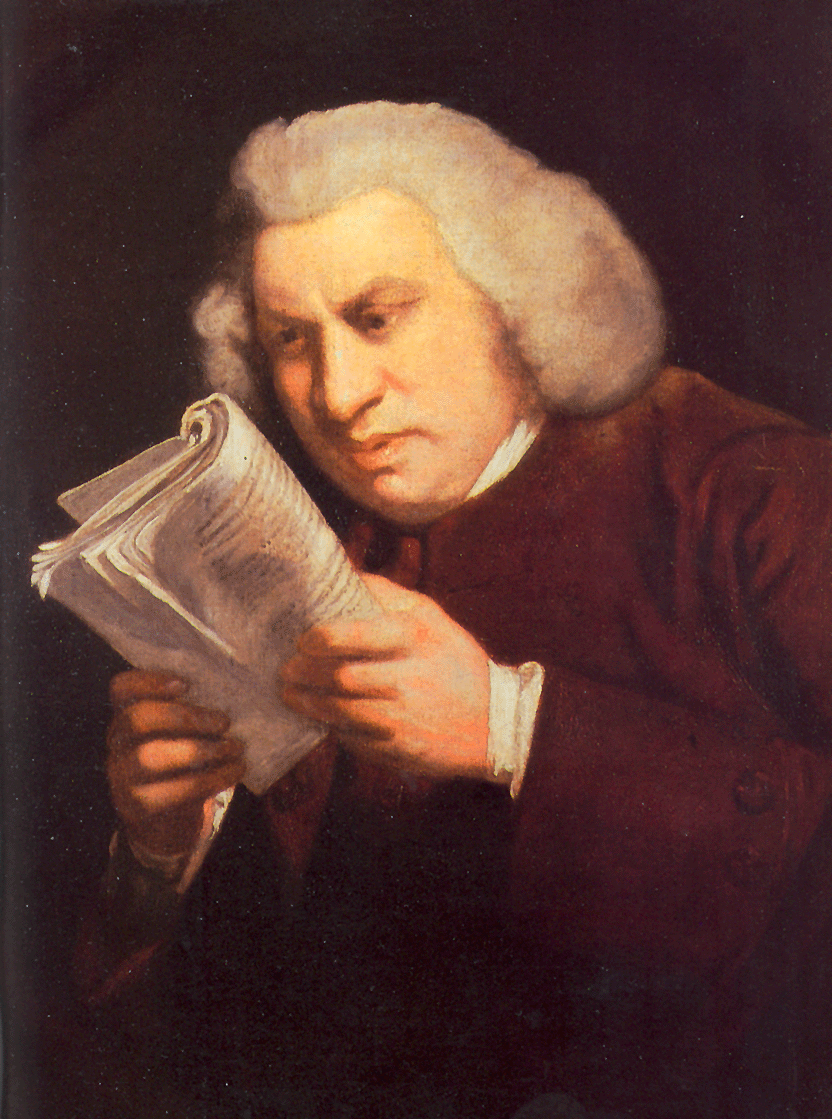
Самуэль Джонсон

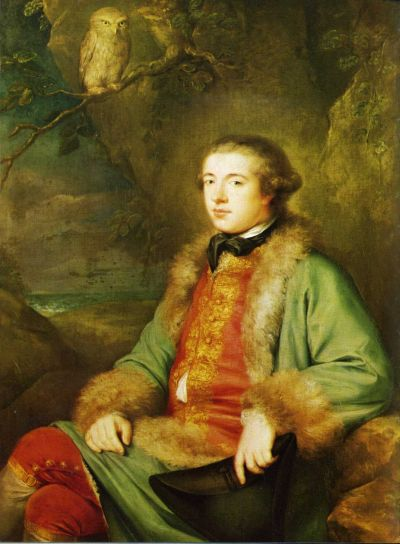
Джеймс Босуэлл

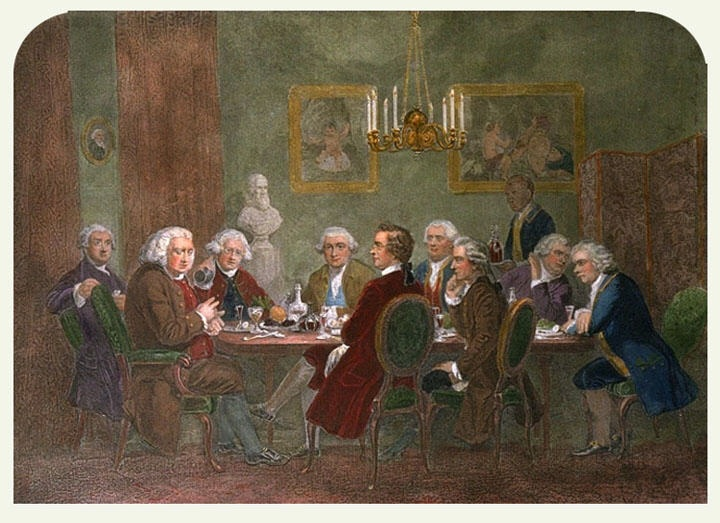
Джонсон и Босуэлл (крайние слева) на литературном вечере. Пятый слева — Эдмунд Бёрк, лидер и идеолог вигов. С картины Г. Дж. Томпсона «Вечер у сэра Джошуа Рейнольдса»

«Патриотизм — последнее прибежище негодяя» (англ. Patriotism is the last refuge of a scoundrel) — афоризм, произнесённый доктором Самуэлем Джонсоном в Литературном клубе 7 апреля 1775 года и опубликованный Джеймсом Босуэллом в жизнеописании Джонсона в 1791 году.

## Обстоятельства произнесения
Босуэлл сообщает об афоризме в следующем фрагменте:

Патриотизм стал одним из общих мест в наших разговорах, и Джонсон неожиданно произнёс, сильным и решительным тоном, афоризм, на который многие накинутся: «Патриотизм — последнее прибежище негодяя». Но полагаю, что он не подразумевал реальной и щедрой любви к нашей стране, но имел в виду тот патриотизм, который так многие, во все времена и во всех странах, делали прикрытием личных интересов.
Оригинальный текст (англ.)Patriotism having become one of our topicks, Johnson suddenly uttered, in a strong determined tone, an apophthegm, at which many will start: «Patriotism is the last refuge of a scoundrel.» But let it be considered, that he did not mean a real and generous love of our country, but that pretended patriotism which so many, in all ages and countries, have made a cloak of self-interest.

## Определение патриотизма в «Словаре» Джонсона
В первом издании своего словаря английского языка (1755) Джонсон определил слово «патриот» следующим образом: «тот, чьей руководящей страстью является любовь к своей стране». Однако, поскольку термин активно использовался вигской оппозицией в политической полемике и для собственного позиционирования, в четвёртом издании (1774) Джонсон сделал добавление: «Также иногда используется для фракционных нападок на правительство».

## Эссе «Патриот»
Ровно за год до того, как Джонсон произнёс знаменитый афоризм, к парламентским выборам мая 1774 года он опубликовал эссе под названием: «Патриот. Обращение к избирателям Великобритании». Эссе представляло собой памфлет в защиту стоявших тогда у власти тори от агитации вигов.
Политическая жизнь Англии 1770-х годов заключалась в борьбе оказавшихся в оппозиции вигов, возглавлявшихся такими крупными политическими деятелями и мыслителями, как Уильям Питт Старший, Эдмунд Бёрк, Чарльз Джеймс Фокс и Джон Уилкс, против правительства тори во главе с Фредериком Нортом, которое поддерживалось лично королём Георгом III и его двором. Виги позиционировали себя как защитники гражданских свобод и чистоты протестантизма, обвиняя своих противников в абсолютистских поползновениях и «папистских» настроениях, они выступали за экспансионистскую внешнюю политику (в частности, за войну со слабеющей Испанией с целью отъёма у неё колоний и расширение владений в Индии), но вместе с тем симпатизировали демократическому движению в Британской Америке (как проявлению борьбы за гражданские права, свойственному «прирождённым англичанам»). Это давало им основания именовать себя «патриотами», выставляя своих противников как антинациональную, авторитарно-тираническую и прокатолическую силу. Тори, в свою очередь, обвиняли вигов в демагогии и дешёвом популизме, а также моральной распущенности. Сам д-р Джонсон по своим политическим пристрастиям был пламенным тори и настолько ненавидел вигов, что даже заявлял (имея в виду их «мятежный» дух), что «первым вигом был Дьявол».
В конечном итоге защищаемая д-ром Джонсоном политика правительства Норта и двора привела Англию к такой политической катастрофе, как спровоцированная ими и проигранная Американская война 1775—1783 годов.
Поскольку «патриотизм» стал основным лозунгом вигской оппозиции, эссе д-ра Джонсона посвящено разоблачению «ложного патриотизма», как проявления политической демагогии, в противопоставлении его патриотизму истинному.
Эссе начинается с утверждения, что место в парламенте могут занимать только истинные патриоты, и рисует затем идеальный образ политического деятеля: «Патриот тот, чьё публичное поведение определяется одним мотивом — любовью к своей стране, тот, кто, как представитель в парламенте, не имеет ни личных надежд, ни страха, ни доброжелательства, ни обиды, но направляет это исключительно на общий интерес». Далее, Джонсон предостерегает против «ложных внешних признаков» патриотизма, сравнивая «ложных патриотов» с фальшивыми монетами, которые блестят, как настоящие, но отличаются по весу. Прежде всего он возражает против мнения, будто бы патриотизм обязательно заключается в «резкой и упорной оппозиции двору». «Патриотизм не обязательно предполагает мятеж; человек может ненавидеть своего короля и при этом не любить свою страну» — пишет Джонсон. Он указывает, что нередко политики уходят в оппозицию под влиянием ущемлённого самолюбия и честолюбия, либо элементарной «надежды пробиться к богатству» (первых он ставит выше, считая, что они по крайней мере частично искренни). Он осуждает апелляцию политиков к «толпе», кроме чрезвычайных случаев, считая, что «толпа» неспособна адекватно судить о действиях правительства. Как примеры «мнимого патриотизма» Джонсон приводит также агитацию за войну с Испанией, агитацию за ограничение свободы совести (против канадских французов-католиков, от которых якобы исходит угроза протестантизму), наконец, защиту прав восставших американских колонистов (здесь Джонсон настаивает, что государство имеет полное право по своему усмотрению управлять колониями и подавлять в них сепаратистские мятежи). В заключение, он призывает нацию «выздороветь от своего заблуждения и объединиться в общем отвращении к тем, кто, обманывая доверчивых мнимым вредом, подчиняя слабых смелой ложью, апеллируя к суждениям невежества и льстя тщеславию посредственности, клевеща на честность и оскорбляя достоинство (…) присваивают себе имя патриотов».

## Джон Уилкс

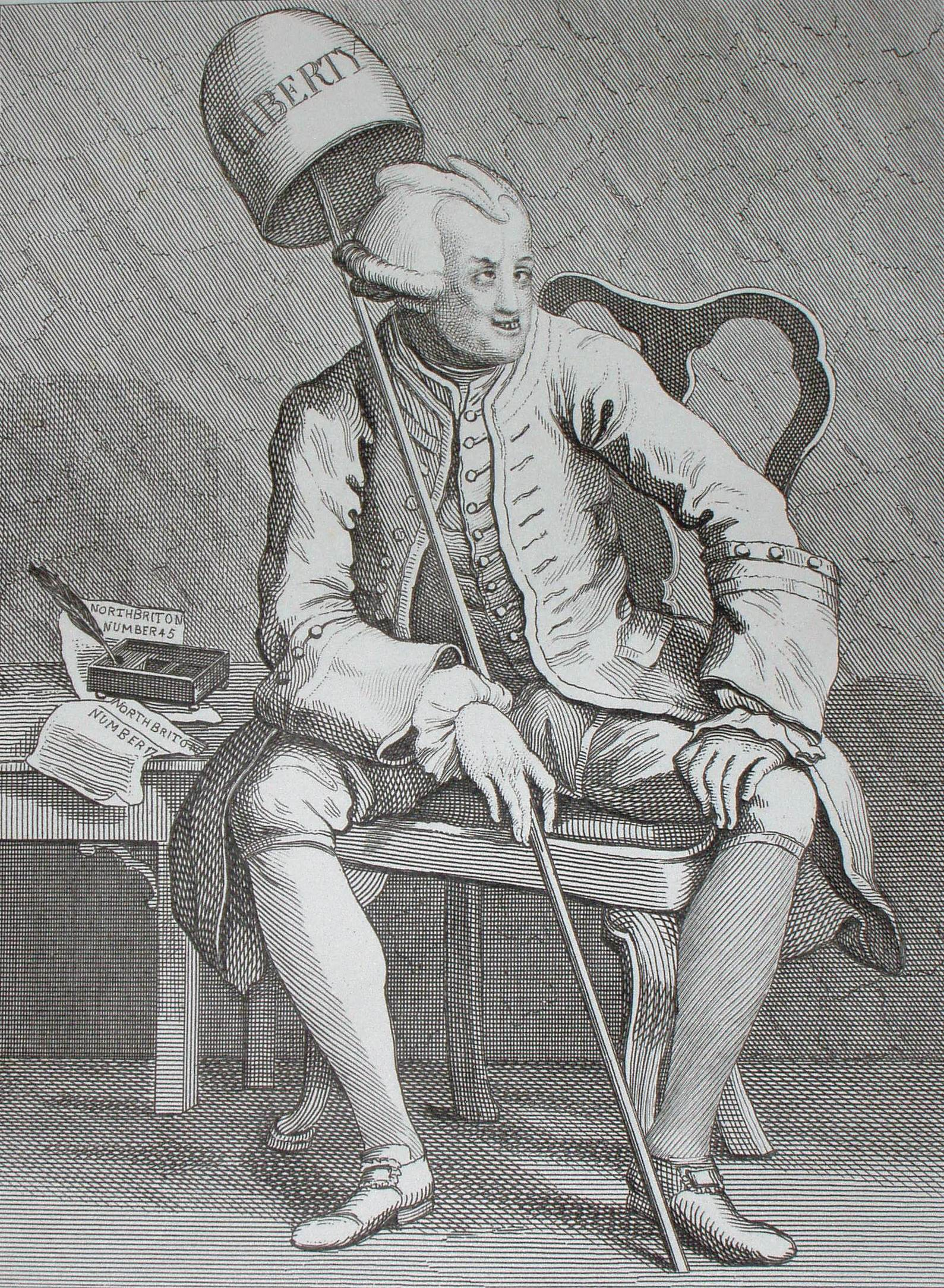
Джон Уилкс. Гравюра Хогарта, 1763

Согласно Линде Колли, высказываясь о патриотизме, Джонсон имел в виду английского радикала Джона Уилкса, который мобилизовал оппозиционеров на борьбу с правительством под лозунгами защиты прав свободных англичан от разрушителей конституционногo строя. Типичная демонстрация сторонников Уилкса включала шествия под флагами с изображениями Хартии вольностей и Билля о правах. Уилкс был арестован, но даже в тюрьме он продолжал настаивать, что его главная страсть — это любовь к Англии.
Ранее, в памфлете 1770 года «Ложная тревога», защищающем изгнание Уилкса из парламента, Джонсон иронизировал (имея в виду массовое движение в поддержку Уилкса) над «лихорадкой эпидемического патриотизма», в результате которой «портной откладывает свой напёрсток, торговец сукном опускает свой ярд, а кузнец кладёт свой молот; они встречаются в честной пивной, рассматривают состояние нации, читают или слушают последнюю петицию, оплакивают бедствия времени, тревожатся об ужасном кризисе и подписываются в поддержку билля о правах».

## Образы вигских «патриотов» в современной Джонсону сатире
Иллюстрацией к афоризму Джонсона может служить жёсткая сатира на вигских оппозиционеров-«патриотов», содержащаяся в комедии Генри Филдинга «Исторический календарь за 1736 год» (1757 год; в тот момент партия вигов была правящей, и «патриотами» именовала себя внутрипартийная оппозиция в противоположность правительственной фракции «политиков», иначе «придворных»). В комедии Филдинга выведены образы четырёх «патриотов». Из них один — «патриот-пустомеля. Он пьёт за свою страну и кричит о ней, но никогда ради неё палец о палец не ударит». Другой — «своекорыстный патриот». Своё кредо он излагает таким образом:

Моя лавка — моя отчизна. Об успехах второй я сужу по состоянию дел в первой. (…) И я не могу согласиться с вами, сэр, будто война нанесла бы нам ущерб. Напротив, я считаю её единственным условием процветания моей родины. Я веду торговлю саблями, и война обеспечит мне хорошие барыши. Поэтому я за войну!

Ещё два типа — «осторожный патриот» и «безразличный патриот» — олицетворяют трусость и конформизм.
В конце концов, все четверо охотно продаются прохожему «скрипачу» (премьер-министру) и принимаются плясать под его скрипку.

## «Антипатриотическое» толкование афоризма
100 лет спустя после Джонсона американский писатель Амброз Гвиннет Бирс усилил афоризм:

В знаменитом словаре д-ра Джонсона патриотизм определяется как последнее прибежище негодяев. Мы берём на себя смелость назвать это прибежище первым.

Американский философ Ральф Бартон Перри в 1951 году, пережив две мировые войны, также распространял афоризм с джонсоновской критики «ложного» патриотизма на патриотизм вообще:

Если патриотизм — последнее прибежище негодяев, это не только потому, что во имя патриотизма могут быть выполнены злые дела, но и потому, что патриотический пыл может уничтожить моральные различия вообще.
Оригинальный текст (англ.)If patriotism is «the last refuge of a scoundrel», it is not merely because evil deeds may be performed in the name of patriotism, but because patriotic fervor can obliterate moral distinctions altogether.

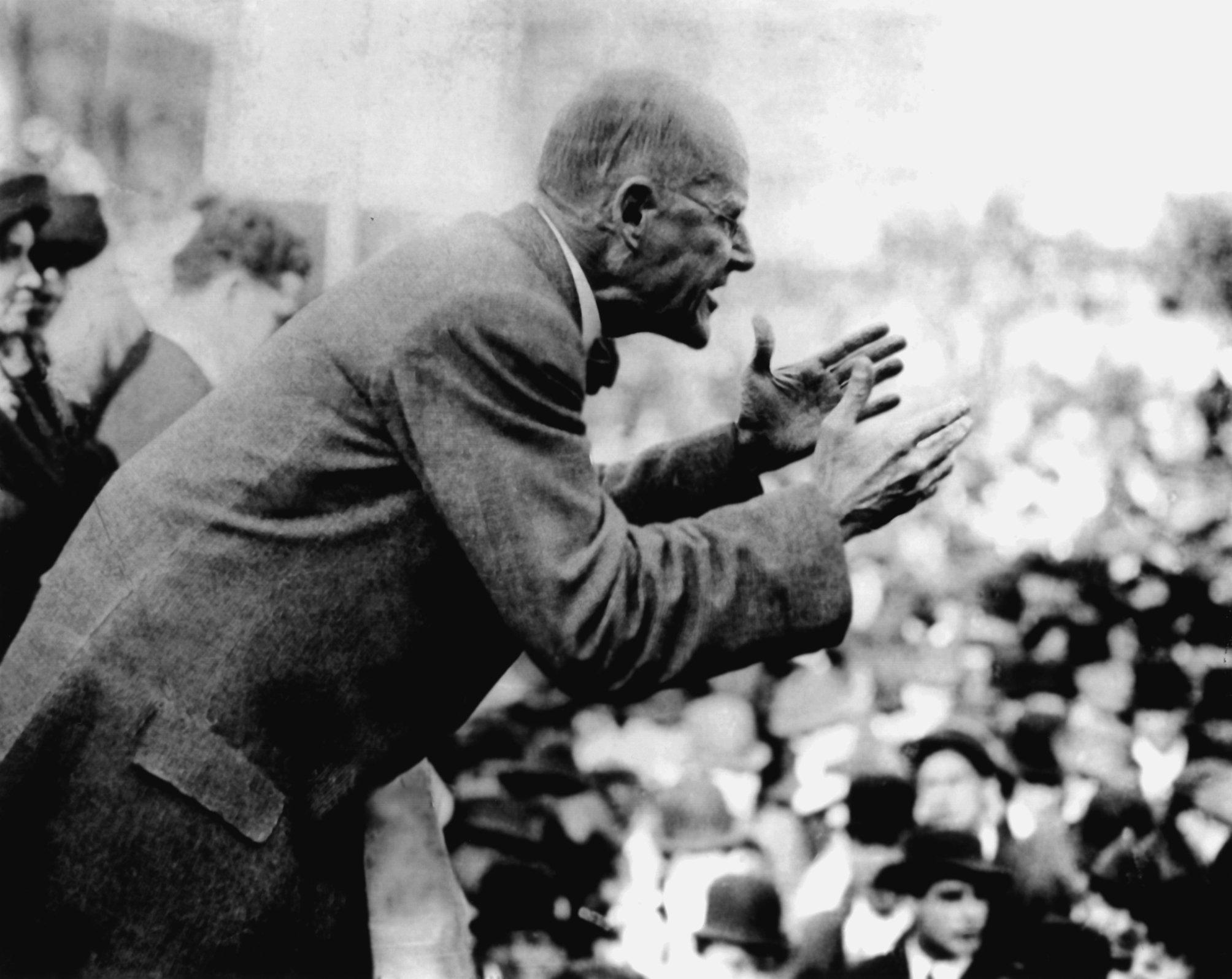
Юджин Дебс произносит речь в Кантоне 16 июня 1918 года

Американский социалист Юджин Дебс упоминает высказывание Джонсона, обращая его против «дворян» и «юнкеров» с Уолл-Стрит в произнесённой в 1918 году в Кантоне (штат Огайо) речи против участия США в Первой мировой войне:

Это господа, которые сегодня облачены в американский флаг, которые кричат с высоких трибун о том, что они единственные патриоты и с лорнетом рассматривают страну в поисках признаков нелояльности. Они готовы заклеймить изменниками людей, осмеливающихся хотя бы прошептать о своем несогласии с властью юнкеров в Соединённых Штатах. Недаром Сэм Джонсон говорил, что «патриотизм — последнее прибежище негодяя». Он, должно быть, имел в виду этих дворян или, по крайней мере, их прототипов, ибо во все времена именно тиран, угнетатель и эксплуататор облачался в мантию патриотизма или религии, или того и другого, чтобы обманывать людей и внушать им благоговейный трепет.Оригинальный текст (англ.) These are the gentry who are today wrapped up in the American flag, who shout their claim from the housetops that they are the only patriots, and who have their magnifying glasses in hand, scanning the country for evidence of disloyalty, eager to apply the brand of treason to the men who dare to even whisper their opposition to Junker rule in the United Sates. No wonder Sam Johnson declared that “patriotism is the last refuge of the scoundrel.” He must have had this Wall Street gentry in mind, or at least their prototypes, for in every age it has been the tyrant, the oppressor and the exploiter who has wrapped himself in the cloak of patriotism, or religion, or both to deceive and overawe the people.
Л. Н. Толстой, наряду со многими другими перлами англоамериканской эссеистики, включил афоризм в «Круг чтения» (в редакции: «Последнее прибежище негодяя — патриотизм»), после чего о нём узнали в России. В наше время отечественные авторы нередко его Толстому и приписывают. При этом Толстой понимал афоризм в соответствии со своим общим негативным отношением к «злу патриотизма», о котором он писал:

Патриотизм в самом простом, ясном и несомненном значении своем есть не что иное для правителей, как орудие для достижения властолюбивых и корыстных целей, а для управляемых — отречение от человеческого достоинства, разума, совести и рабское подчинение себя тем, кто во власти. Так он и проповедуется везде, где проповедуется патриотизм.

Афоризм часто цитируется в искусстве. Например, в песне Боба Дилана «Sweetheart Like You» (1983 год):

Говорят, патриотизм — последнее прибежище,

За которое цепляется негодяй.

Украдёшь чуть-чуть, они бросят тебя в тюрьму,

Украдёшь много, и они сделают тебя королём.
Оригинальный текст (англ.)They say that patriotism is the last refuge

To which a scoundrel clings

Steal a little and they throw you in jail

Steal a lot and they make you king

## «Патриотическое» толкование афоризма
В настоящее время в России встречается следующее толкование афоризма: «не всё пропало даже для самого отъявленного негодяя, если в нём ещё живо чувство патриотизма, подчиняясь которому, он может совершить благое дело, благородный поступок на войне или в мирной жизни». Такое толкование было дано в начале 2000-х годов в статьях Н. И. Ефимова («О патриотах, негодяях и родине»; «Родина: патриоты и негодяи»). В статье Ефимов выдвигает своё толкование как якобы отражающее авторское понимание, однако безо всяких обоснований, кроме ссылки на общее положительное отношение Джонсона к патриотизму. В позднейших статьях Ефимов утверждает, что это толкование подсказал ему некий неназванный английский знакомый. В 2001 году это толкование со ссылкой на «исследование Н. Ефимова» было воспроизведено в «Литературной газете», а оттуда, уже со ссылкой на «Литературную газету», попало в «Энциклопедический словарь крылатых слов и выражений» В. Серова (М., Локид-пресс, 2005).